# Matt Mattox
Matt Mattox, nato Harold Henry Mattox (Tulsa, 16 agosto 1921 – Perpignano, 18 febbraio 2013), è stato un ballerino e coreografo statunitense.

## Biografia
Attore di Broadway, fu ballerino di specialità in molti musical di Hollywood. Il suo film più noto è Sette spose per sette fratelli (1954), in cui interpretò uno dei fratelli boscaioli, Caleb Pontipee.
Dopo la sua carriera a Broadway e nel cinema, Mattox si trasferì in Europa, dove diventò un insegnante di danza molto rispettato.

### Carriera
Prestò servizio nell'aeronautica statunitense come pilota da combattimento durante la seconda guerra mondiale.
Notato come ballerino di talento, Mattox diventò un pupillo del leggendario pioniere della danza jazz Jack Cole, con il quale lavorò a Broadway in Magdalena: un'avventura musicale (1948). Fu molto apprezzato come ballerino di specialità nei musical di Hollywood, oltre al già succitato film, è stato anche ballerino principale nei film Nuvole passeggere, Jolanda e il re della samba, Spettacolo di varietà (in cui fu il partner di Cyd Charisse nella sequenza del balletto), Gli uomini preferiscono le bionde e Follie dell'anno. 
Ospite abituale in vari spettacoli televisivi, Mattox ebbe numerose parti in serie Tv americane per cui recitò e creò le coreografie, tra cui The Patti Page Show (1958-1959), un mini show di 15 minuti in cui si pubblicizzavano le auto dello sponsor Oldsmobile, inframezzato da performance di danza e ballo.
Altri suoi ruoli a Broadway furono quello di Jester nella produzione originale di C'era una volta una principessa (1959) e di Harry Beaton nella versione del 1957 di Brigadoon.
Mattox lavorò inoltre in spettacoli itineranti con la sua compagnia di danza. La sua breve carriera come coreografo di Broadway include anche spettacoli come Jennie e Say, Darling. Mattox trasferì la sua conoscenza tecnica del balletto classico nella danza jazz. 
La sua lezione di jazz era riunita nella progressione di una lezione di danza classica ed incentrata sugli esercizi chiamati la sbarra, specifici per affinare la classe. Le posizioni, le forme e le qualità sviluppate durante la sbarra sono visibili all'interno del suo stile dettagliato e raffinato. È ancora considerato uno dei più influenti maestri della danza jazz moderna del mondo, o come la chiamava lui, danza freestyle.
Mattox visse e lavorò per oltre quarant'anni a Perpignan, nel sud della Francia, dove portò il sistema Matt Mattox, fondando una compagnia di balli jazz negli anni settanta in Inghilterra, e portandola fino in Francia alla fine del 1975.
Si sposò due volte: la prima con Jean Marie Caples, dalla quale divorziò, e successivamente nel 1981 con Martine Limeul.

## Filmografia parziale
- Sette spose per sette fratelli (Seven Brides for Seven Brothers), regia di Stanley Donen (1954)
- La ragazza di Las Vegas (The girl rush), regia di Robert Pirosh (1955)
- Pepe, regia di George Sidney (1960)